# 港町站

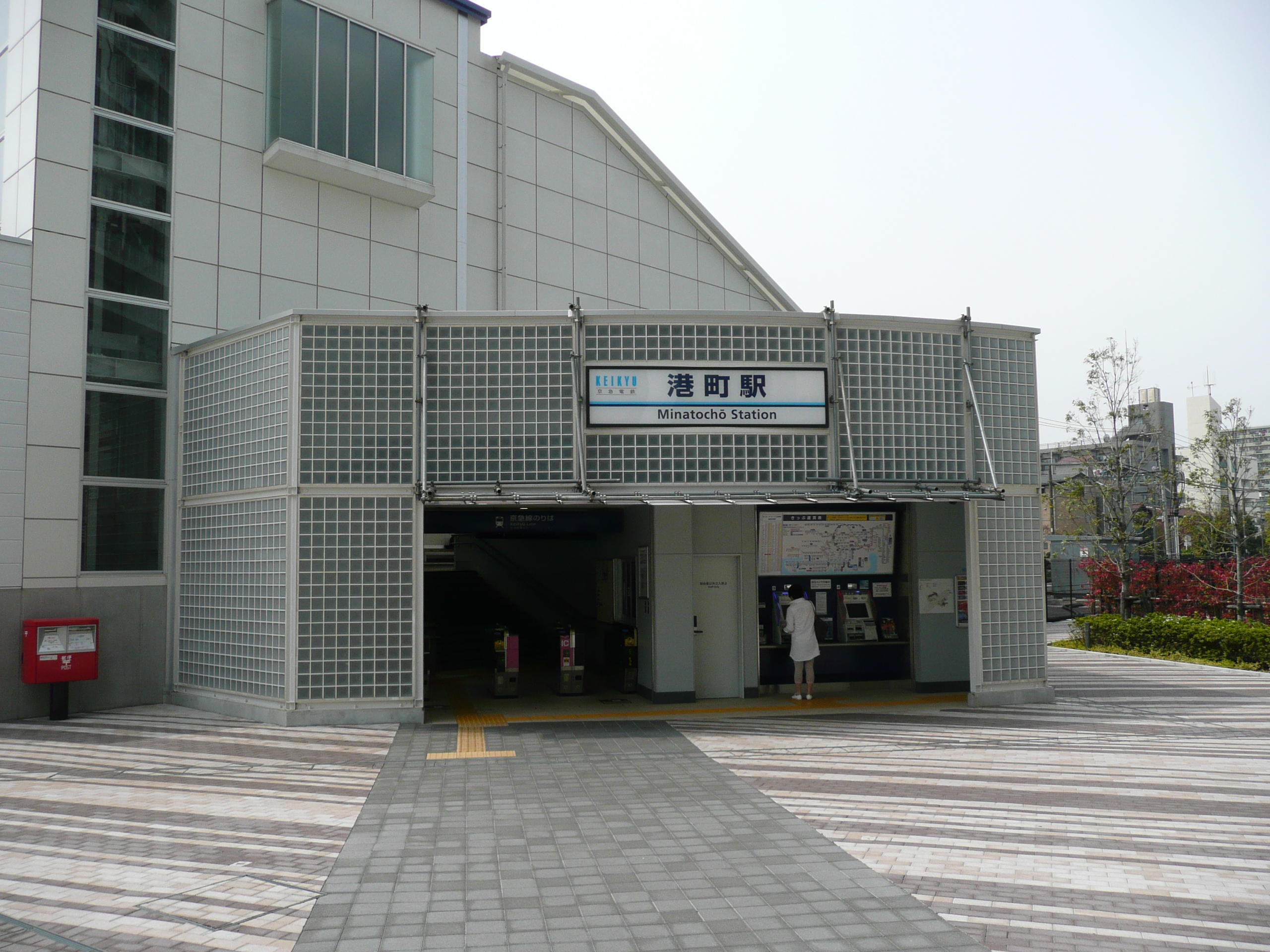
北口（2014年4月）

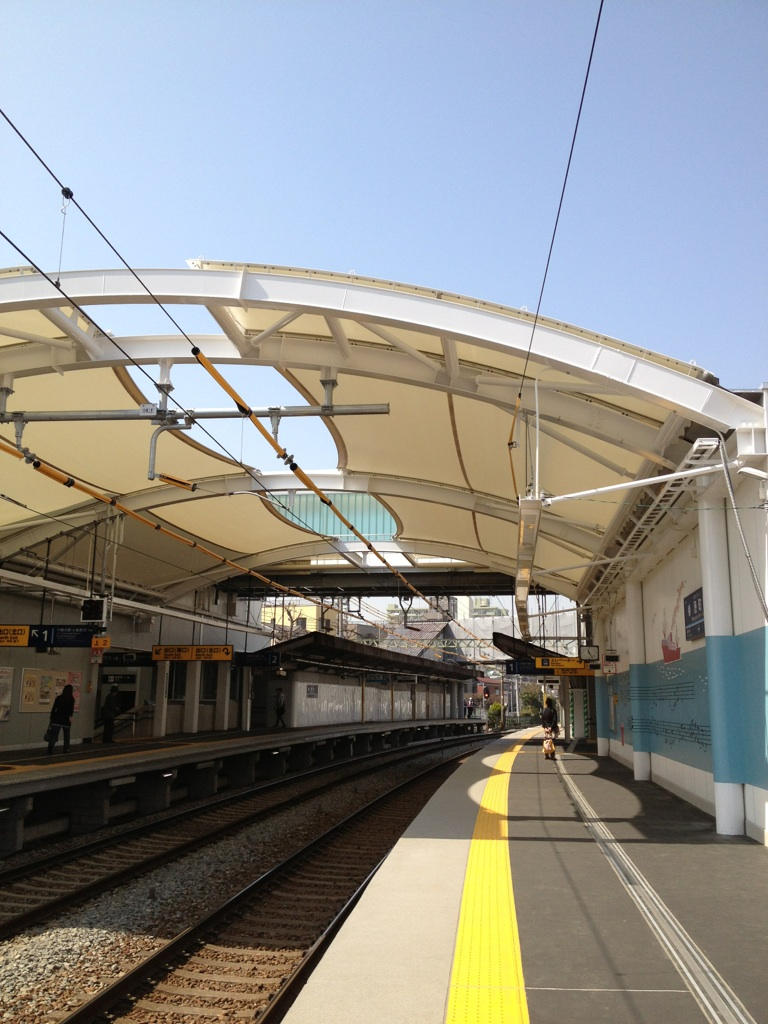
月台（2013年3月）

港町站（日语：／ Minatochō eki */?）位於日本神奈川縣川崎市川崎區港町，是京濱急行電鐵大師線的鐵路車站。車站編號是KK21。

## 歷史
京急大師線的交通立體化工程在1993年（平成5年）決定，1994年（平成6年）取得許可，規劃進行包含本站在內的地下化工程。但是，包含本站在內的2期區間一直未動工，直至2016年3月29日宣布工程中止。之後2017年10月27日進行的平成29年度第1回川崎市公共事業評價審査委員會，決議中止。

### 年表
- 1929年（昭和4年）- 1931年（昭和6年） - 現址往川崎大師側300公尺的位置開設臨時站河川事務所前停留場。
- 1932年（昭和7年）3月21日 - 車站啟用，當時稱為哥倫比亞前站。
- 1943年（昭和18年）6月30日 - 休止。
- 1944年（昭和19年）2月1日 - 車站改稱港町站恢復營運。
- 1956年（昭和31年）10月18日 - 移至現址。
- 1977年（昭和52年）4月 - 廢除站內平交道。
- 2013年（平成25年）3月1日 - 設置北口剪票口[4]。導入進站音樂。
- 2014年（平成26年）
  - 1月 - 車站改建工程完工(配合站房、天橋設置，南口剪票口移動、車站無障礙化、月台改良等)
  - 3月19日 - 獲得第20回川崎市都市景觀形成協力者表彰[5]。

舊站名是因本站為日本哥倫比亞川崎工廠（2007年關閉）的最近車站而命名。

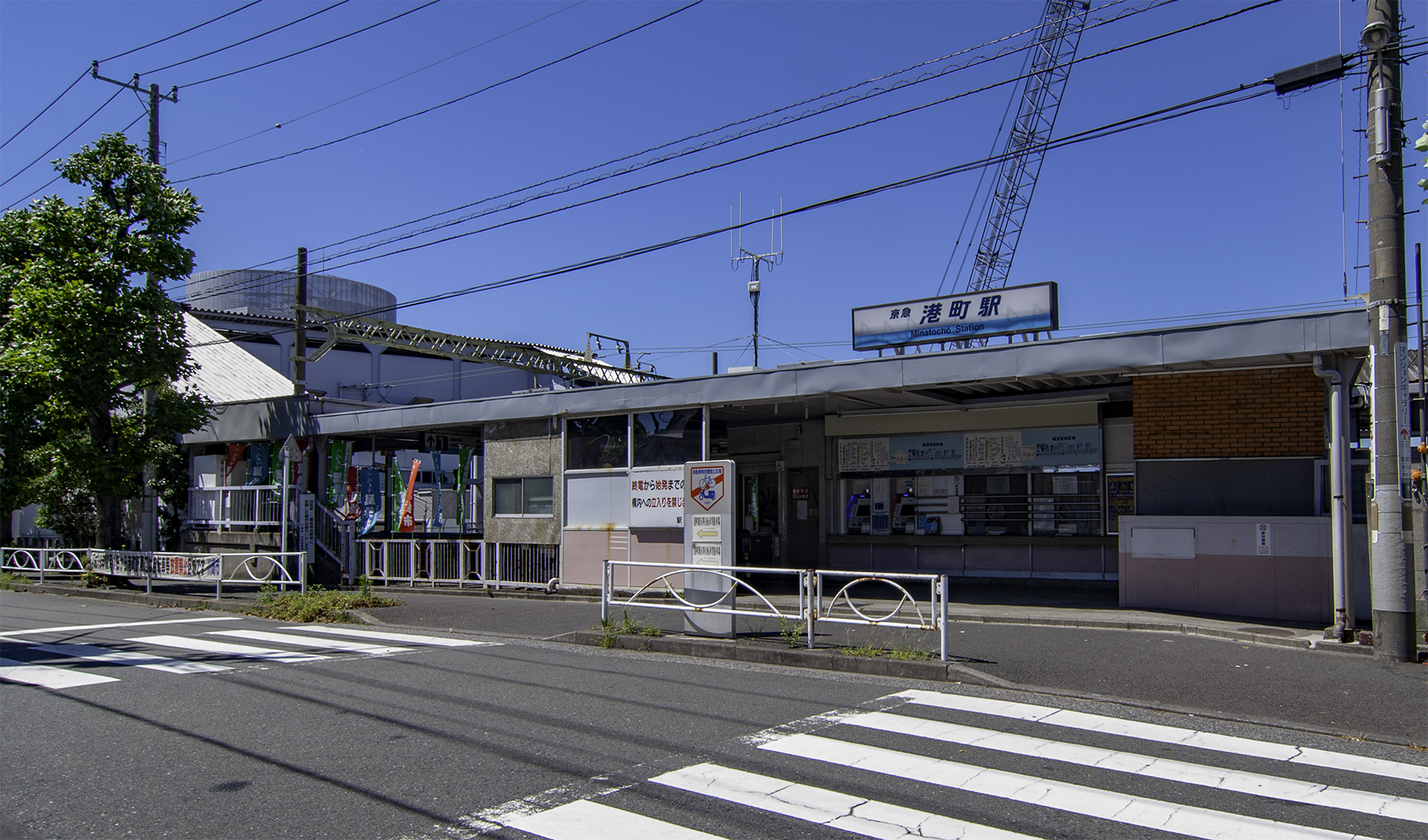
港町站（2011年7月）
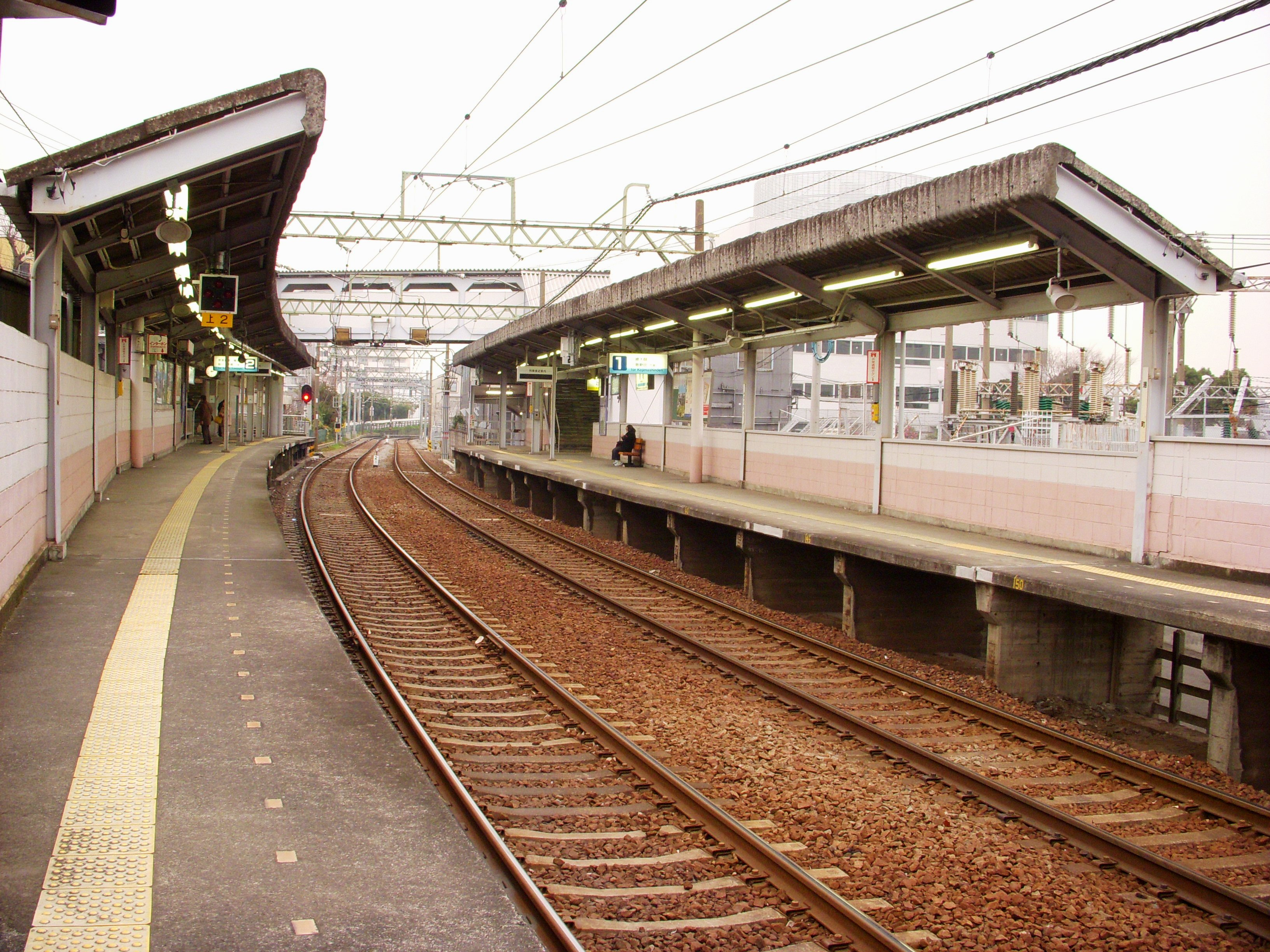
月台（2008年1月）

## 車站結構
本站為側式月台2面2線地面車站。月台間設有天橋連通。以前僅上行線側（南側）有剪票口（下行線側有通勤時段使用的臨時剪票口），在車站北側的公寓大樓竣工後，下行線側增設正式剪票口（北口）。
現在為全日有站員配置。

### 月台配置
| 月台 | 路線   | 方向 | 目的地                 |
| ---- | ------ | ---- | ---------------------- |
| 1    | 大師線 | 下行 | 川崎大師、小島新田方向 |
| 2    | 大師線 | 上行 | 京急川崎方向           |

### 進站音樂
2013年3月1日起，美空雲雀樂曲《港町十三番地》成為本站的進站音樂。美空雲雀所屬的日本哥倫比亞在這裡設有川崎工廠，該曲以本站周邊為舞台。南口前有該曲歌碑，付費區內有音符符號、記載唱片歷史與公司介紹的看板。歌碑有歌詞、美空雲雀照片、簽名；唱片封套等，有按鍵可撥放90秒的音樂。2013年3月1日歌碑進行除幕式。

## 使用情況
2016年度1日平均上下車人次為7,138人，京急線全部72個車站當中排行第64位。是大師線中人數最少的車站。
鄰近川崎賽馬場，可以徒步前往，實質上作為最近車站，尤其是川崎賽馬本場舉辦日期間相當擁擠，更為了擁擠情況設置了臨時出閘口與在車站入口臨時發售基本票價區車票。另外大師線也增加了對應賽馬觀賞客輸送的時間表。
近年1日平均上下、上車人次推移如下表。
| 年度               | 1日平均 上下車人次 | 1日平均 上車人次 |
| ------------------ | ------------------ | ---------------- |
| 1995年（平成07年） |                    | 3,108            |
| 1996年（平成08年） |                    | 3,138            |
| 1997年（平成09年） |                    | 2,944            |
| 1998年（平成10年） |                    | 2,823            |
| 1999年（平成11年） |                    | 2,788            |
| 2000年（平成12年） |                    | 2,470            |
| 2001年（平成13年） |                    | 2,430            |
| 2002年（平成14年） | 4,770              | 2,297            |
| 2003年（平成15年） | 4,420              | 2,143            |
| 2004年（平成16年） | 4,266              | 2,033            |
| 2005年（平成17年） | 4,202              | 1,976            |
| 2006年（平成18年） | 4,215              | 1,960            |
| 2007年（平成19年） | 3,924              | 1,934            |
| 2008年（平成20年） | 3,539              | 1,784            |
| 2009年（平成21年） | 3,521              | 1,747            |
| 2010年（平成22年） | 3,222              | 1,661            |
| 2011年（平成23年） | 3,366              | 1,584            |
| 2012年（平成24年） | 3,822              | 1,877            |
| 2013年（平成25年） | 4,856              | 2,243            |
| 2014年（平成26年） | 5,099              | 2,511            |
| 2015年（平成27年） | 6,431              |                  |
| 2016年（平成28年） | 7,138              |                  |

## 車站周邊
車站東部有許多中小企業工廠，車站北部一帶計畫建設多棟大型公寓大樓。
- 國道409號線
- 川崎競馬場
- 川崎市旭町小學校
- Super Autobacs（日语：オートバックスセブン）川崎店
- 川崎市港町公園
- 富士見公園（日语：富士見公園）
- 京急KIDS LAND港町站前保育園
- MARKET SQUARE川崎EAST

### 巴士
最進的巴士站是國道409號線上的競馬場前。以下路線由川崎鶴見臨港巴士運行。
- 川01系統：往川崎站前、往殿町 ※ 平日僅2班[16][17]

## 相鄰車站
京濱急行電鐵
 大師線
京急川崎（KK20）－港町（KK21）－鈴木町（KK22）

## 外部連結
- 港町站（各站資訊） - 京濱急行電鐵